# Masacre de Wounded Knee
La masacre de Wounded Knee sucedió el 29 de diciembre de 1890, cerca del arroyo Wounded Knee (en idioma lakota: Čhaŋkpé Ópi Wakpála) en la reserva india de Pine Ridge, ubicada en el estado estadounidense de Dakota del Sur. 
El día anterior, un destacamento del 7.º Regimiento de Caballería comandado por el mayor Samuel Whitside interceptó al grupo de indígenas lakota del jefe Si Tanka cerca del pico Porcupine Butte y lo escoltó durante ocho kilómetros hasta el arroyo Wounded Knee, donde acamparon. Allí llegó poco después el resto del 7.º Regimiento de Caballería, liderado por el coronel James W. Forsyth, y rodearon el campamento indígena armados con 4 cañones Hotchkiss.
En la mañana del 29 de diciembre, los soldados estadounidenses entraron en el campamento para desarmar a los indígenas lakota. Una versión de los hechos afirma que un miembro de la tribu, de nombre Pájaro Amarillo, no se quería deshacer de su fusil porque decía que le había costado mucho dinero.
El forcejeo para quitarle el arma se intensificó y esta se disparó. El sonido de la detonación provocó que todo el 7.º Regimiento comenzara a disparar de manera indiscriminada contra los nativos, matando a hombres, mujeres y niños e incluso a algunos soldados estadounidenses. Los guerreros lakota que todavía no habían entregado sus armas respondieron al fuego, pero enseguida fueron abatidos. Los lakota supervivientes huyeron, pero la caballería estadounidense los persiguió y mató, a pesar de que muchos de ellos iban desarmados.
Cuando terminó el tiroteo, al menos 150 miembros de la tribu lakota habían sido asesinados y otros 51 resultaron heridos, incluso mujeres y niños desarmados; algunas fuentes afirman que los indígenas muertos serían realmente unos 300, de los cuales más de 200 eran mujeres y niños.
También murieron 25 soldados del 7.º Regimiento de Caballería y otros 39 acabaron heridos. Por sus acciones ese día, los veinte miembros del regimiento que mataron a más personas fueron galardonados con la prestigiosa Medalla de Honor.
En el año 2001, el Congreso Nacional de Indios Americanos aprobó dos resoluciones condenando la entrega de estas medallas y pidió al Gobierno estadounidense que las rescindiera. El lugar de la masacre está declarado Hito Histórico Nacional.

## Preludio

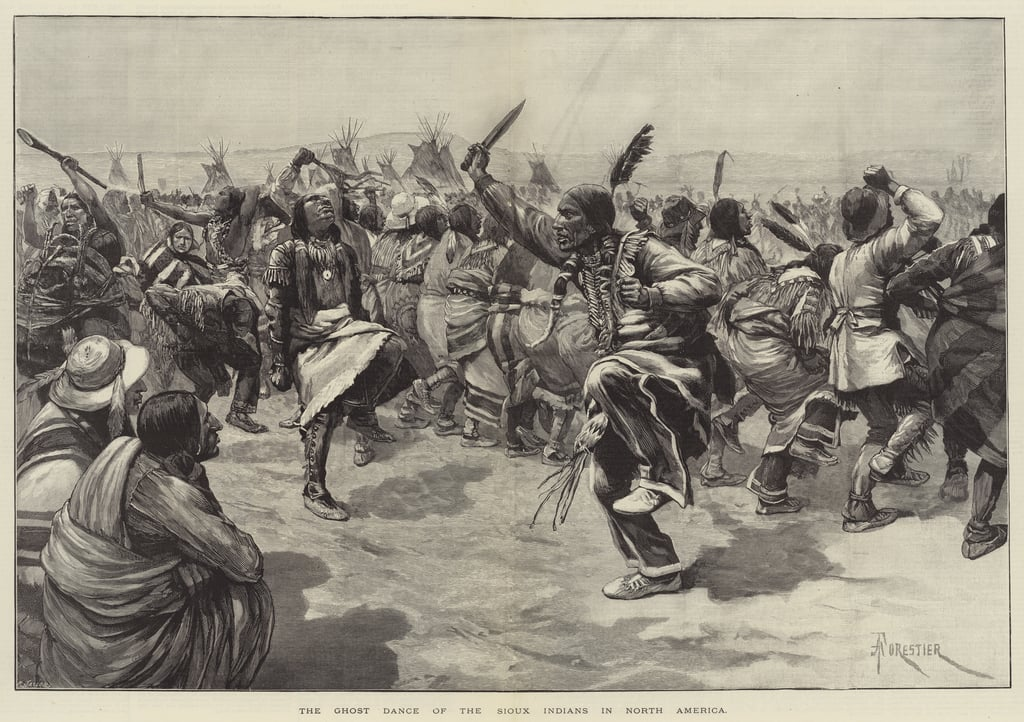
Una representación de la Danza de los espíritus.

En los años que precedieron al conflicto, el Gobierno estadounidense había seguido apoderándose de tierras lakota. Las antaño grandes manadas de bisontes de las Grandes Llanuras, alimento básico de los indios de las llanuras, habían sido cazadas hasta casi su extinción. Promesas de tratados para proteger las tierras de las reservas de la invasión de colonos y mineros del oro no se cumplieron según lo acordado. Como consecuencia, se produjeron disturbios en las reservas. Durante esta época, se extendió entre las reservas la noticia de que un profeta Paiute llamado Wovoka, fundador de la religión Danza de los espíritus, tuvo la visión de que el Mesías cristiano, Jesucristo, había regresado a la Tierra en forma de nativo americano.
Según Wovoka, los invasores blancos desaparecerían de las tierras nativas, los ancestros los conducirían a buenos terrenos de caza, las manadas de búfalos y todos los demás animales volverían en abundancia, y los espíritus de sus antepasados regresarían a la Tierra —de ahí la "Danza de los espíritus"—. Entonces vivirían en paz. Todo esto se conseguiría mediante la ejecución de la lenta y solemne Danza de los espíritus, que se realizaba arrastrando los pies en silencio al ritmo de un solo tambor. Los embajadores lakota en Wovoka, Kicking Bear y Short Bull, enseñaron a los lakota que, mientras realizaban la Danza de los espíritus, debían llevar una camisa especial de la Danza de los Espíritus, como había visto Black Elk en una visión. Kicking Bear malinterpretó el significado de las camisas y dijo que éstas tenían el poder de repeler las balas. Algunas tribus, entre ellas los Sioux, creían que se produciría un gran terremoto y una inundación que ahogaría a todos los blancos.
El movimiento de la Danza de los Espíritus fue el resultado de la lenta pero constante destrucción del modo de vida de los nativos americanos. Las tierras tribales estaban siendo usurpadas a un ritmo alarmante. Las manadas de bisontes, antaño numerosas, fueron cazadas hasta casi su extinción. Todo el sustento de las tribus de las llanuras giraba en torno al bisonte, y sin los recursos que el animal ofrecía, sus culturas perdieron rápidamente estabilidad y seguridad. Esto les obligó a depender del Gobierno de Estados Unidos para que les proporcionara raciones y bienes, o de lo contrario se enfrentarían a la inanición. El modo de vida de estos pueblos independientes se desvanecía rápidamente. La Danza de los Espíritus traía esperanza: el hombre blanco pronto desaparecería; volverían las manadas de búfalos; la gente se reuniría con sus seres queridos ya fallecidos; volvería la antigua forma de vida anterior al hombre blanco. No se trataba sólo de un movimiento religioso, sino de una respuesta a la progresiva destrucción cultural.
Los colonos estadounidenses se alarmaron al ver a las numerosas tribus de la Gran Cuenca y las Llanuras realizando la Danza de los Espíritus, preocupados de que pudiera ser el preludio de un ataque armado. Entre ellos se encontraba el agente indio estadounidense de la Agencia Standing Rock, donde vivía el jefe Toro Sentado. Los oficiales estadounidenses decidieron detener a algunos de los jefes para sofocar lo que llamaron la "locura del Mesías". Los militares esperaban contar primero con la ayuda de Buffalo Bill —amigo de Toro Sentado— para reducir las posibilidades de violencia. El agente Standing Rock James McLaughlin se sobrepuso a los militares y envió a la policía india a arrestar a Toro Sentado. 
El 15 de diciembre de 1890, 40 policías nativos americanos llegaron a la casa de Toro Sentado para arrestarlo. Cuando Toro Sentado se negó a obedecer, la policía empleó la fuerza contra él. Los lakota del pueblo se enfurecieron. Catch-the-Bear, un lakota, se echó el rifle al hombro y disparó al teniente Bullhead, que reaccionó disparando su revólver al pecho de Toro Sentado. Otro policía, Red Tomahawk, disparó a Toro Sentado en la cabeza y éste cayó al suelo. Murió entre las 12 y la 1 de la tarde. Tras la muerte de Toro Sentado, 200 miembros de su banda Hunkpapa, temerosos de las represalias, huyeron de Standing Rock para unirse al jefe Spotted Elk (más tarde conocido como "Big Foot") y su banda Miniconjou en la Cheyenne River Indian Reservation.
Spotted Elk y su banda, junto con 38 Hunkpapa, abandonaron la reserva del río Cheyenne el 23 de diciembre para dirigirse a la reserva india de Pine Ridge en busca de refugio junto a Nube Roja.
El general Leonard Wright Colby, comandante de la Guardia Nacional de Nebraska, le preguntó su opinión al antiguo agente indio de Pine Ridge Valentine T. McGillycuddy sobre las "hostilidades" que rodeaban al movimiento de la Danza de los Espíritus, (parte de la carta fechada el 15 de enero de 1891):

"En cuanto a la 'Danza de los Espíritus' se le ha prestado demasiada atención. No era más que el síntoma o la indicación superficial de una dificultad profundamente arraigada y de larga existencia; como también tratar la erupción de la viruela como la enfermedad e ignorar la enfermedad constitucional".
"En cuanto a desarmar a los Sioux, por muy deseable que parezca, no lo considero ni aconsejable ni practicable. Me temo que resultará como la aplicación teórica de la prohibición en Kansas, Iowa y Dakota; conseguiréis desarmar y mantener desarmados a los indios amigos porque podéis, y no tendréis éxito con el elemento mafioso porque no podéis".
"Si volviera a ser agente indio, y pudiera elegir, me haría cargo de 10.000 sioux armados con preferencia a un número igual de desarmados; y además aceptaría manejar ese número, o toda la nación sioux, sin un soldado blanco". Respetuosamente, etc., V.T. McGillycuddy
"P.D. Olvidé decir que hasta la fecha no ha habido ni un brote sioux ni una guerra. Ningún ciudadano de Nebraska o Dakota ha sido asesinado, molestado o puede mostrar el rasguño de un alfiler, y ninguna propiedad ha sido destruida fuera de la reserva".

| Telegrama del general Miles |
| El general Miles envió este telegrama desde Rapid City al general John Schofield en Washington D. C., el 19 de diciembre de 1890: "El difícil problema indio no puede resolverse permanentemente en este extremo de la línea. Requiere el cumplimiento por parte del Congreso de las obligaciones del tratado que se suplicó y coaccionó a los indios para que firmaran. Firmaron la cesión de una valiosa porción de su reserva, y ahora está ocupada por blancos, por la que no han recibido nada". "Ellos entendieron que se harían amplias provisiones para su manutención; en cambio, sus suministros han sido reducidos, y gran parte del tiempo han estado viviendo con raciones de la mitad y dos tercios. Sus cosechas, así como las de los blancos, durante dos años han sido un fracaso casi total". "El descontento está muy extendido, especialmente entre los sioux, mientras que los cheyennes han estado al borde de la inanición, y se vieron obligados a cometer depredaciones para mantener la vida. Estos hechos están fuera de toda duda, y la evidencia es positiva y sostenida por miles de testigos". |

## Galería

El jefe lakota Si Tanka muerto en la nieve.
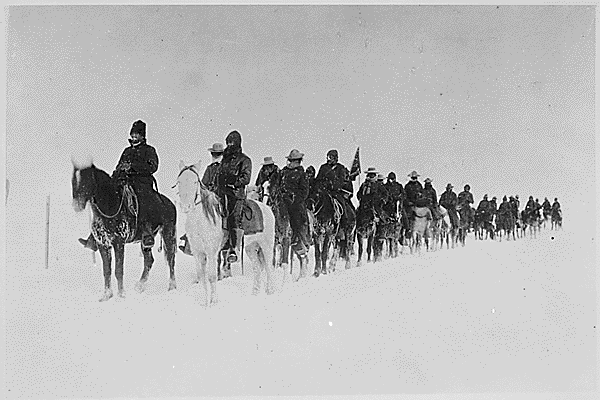
Los soldados de Casey volviendo de Wounded Knee.
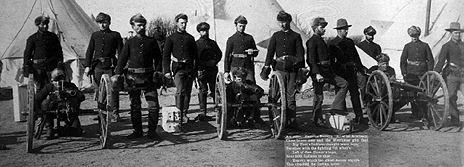
Soldados posando con tres de los cuatro cañones Hotchkiss empleados en Wounded Knee.
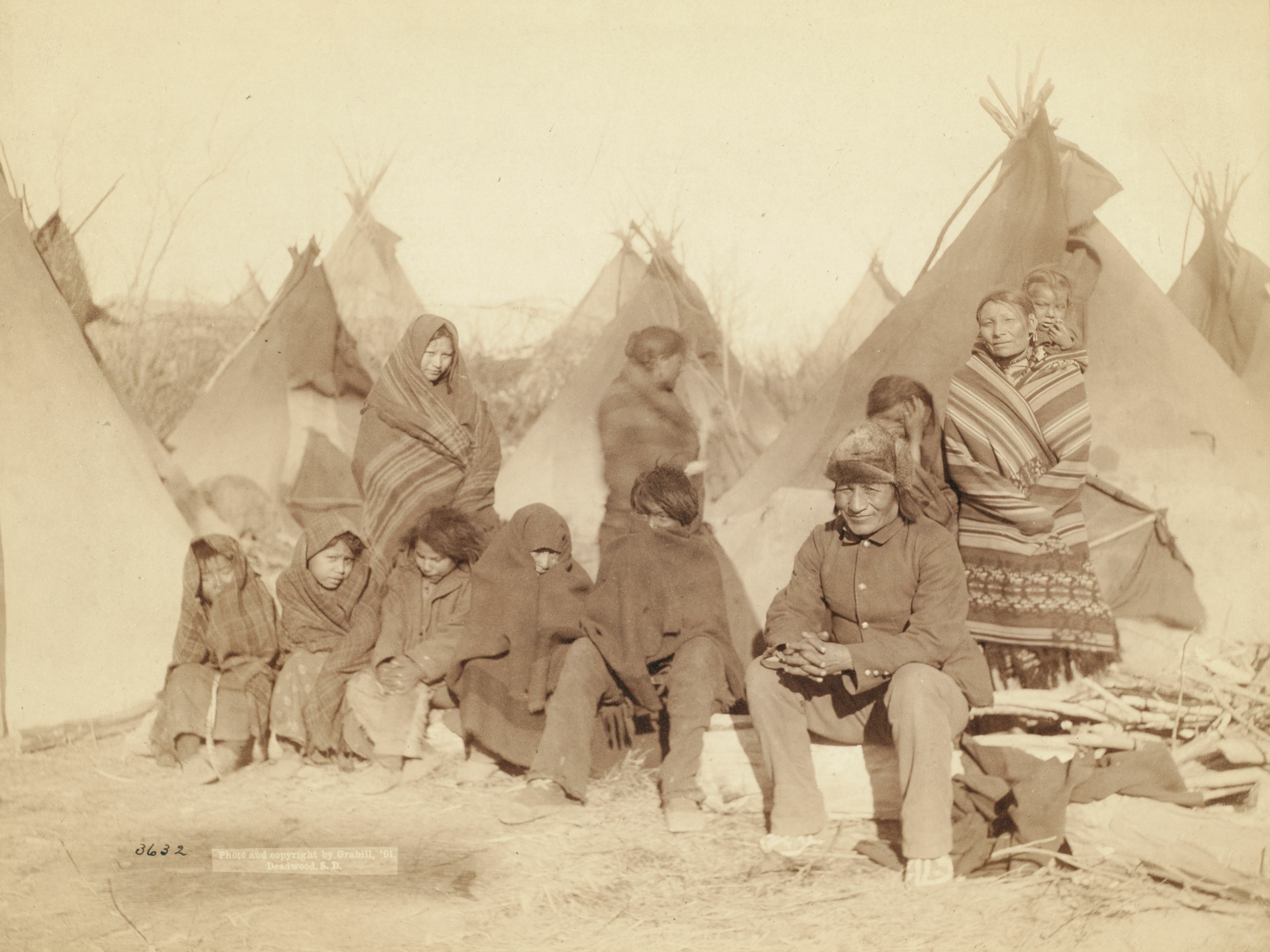
Indios lakota supervivientes de la masacre.
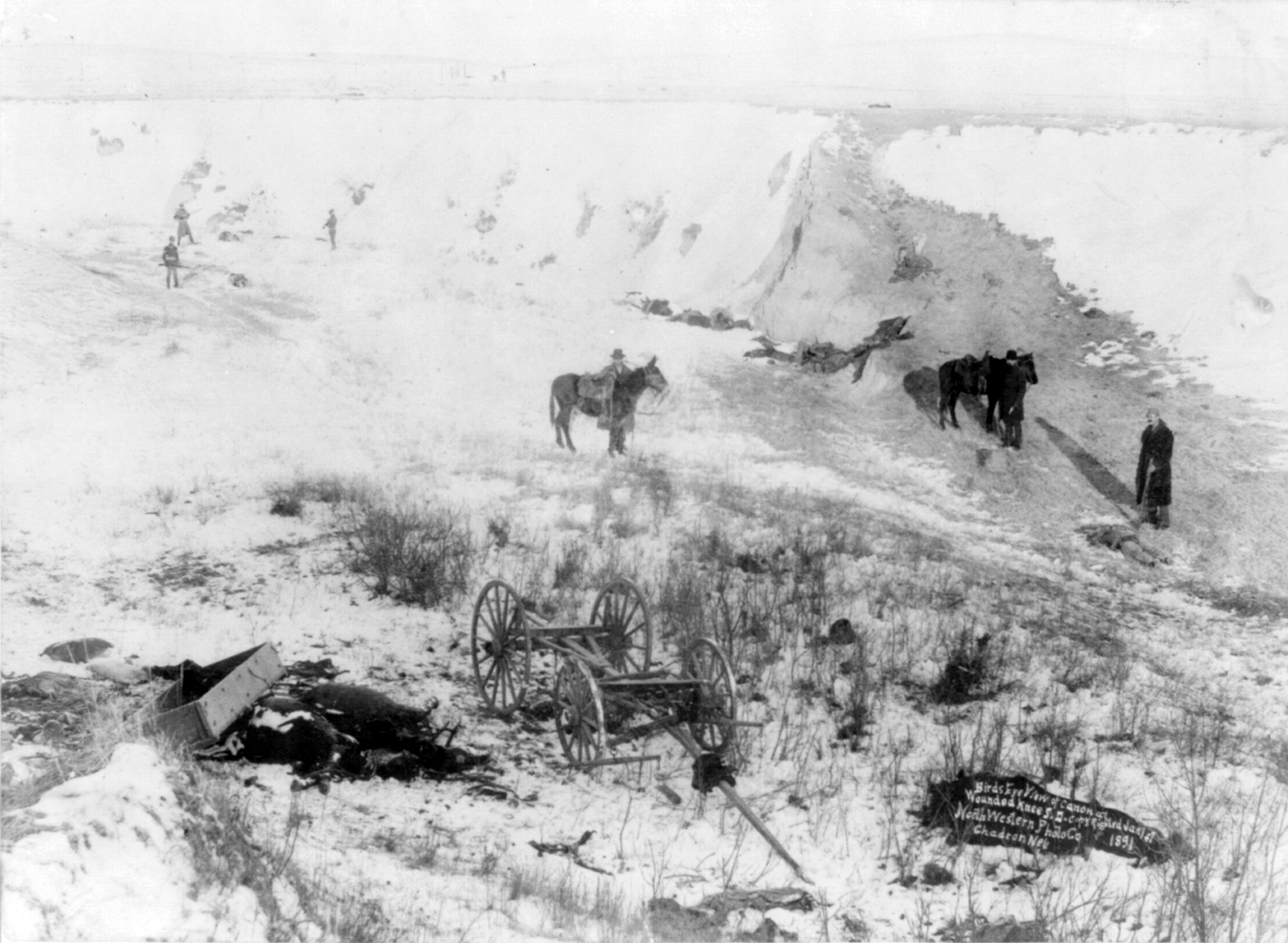
Caballos e indios lakota muertos en el lugar de la masacre.
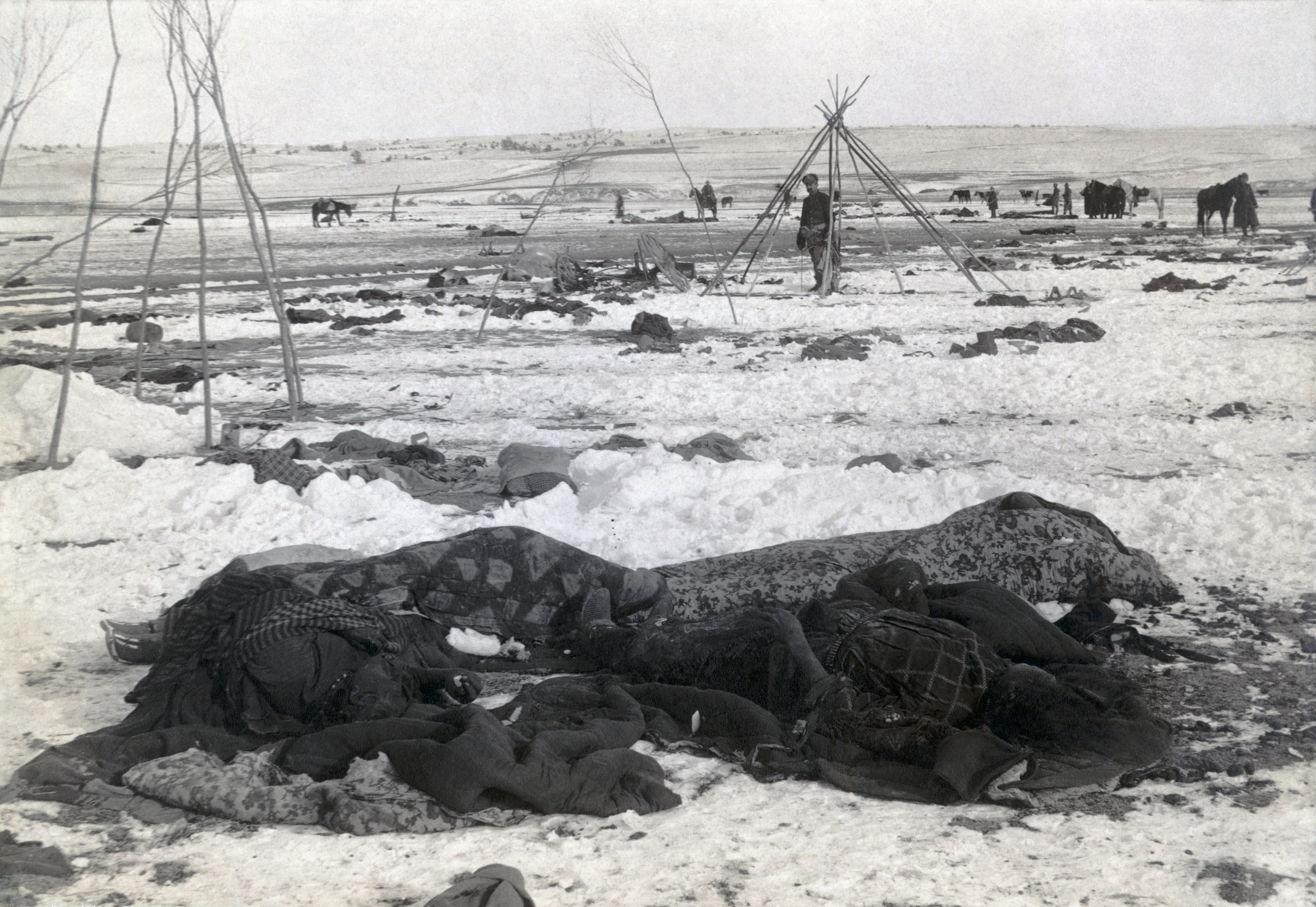
El lugar de la masacre tres semanas después.
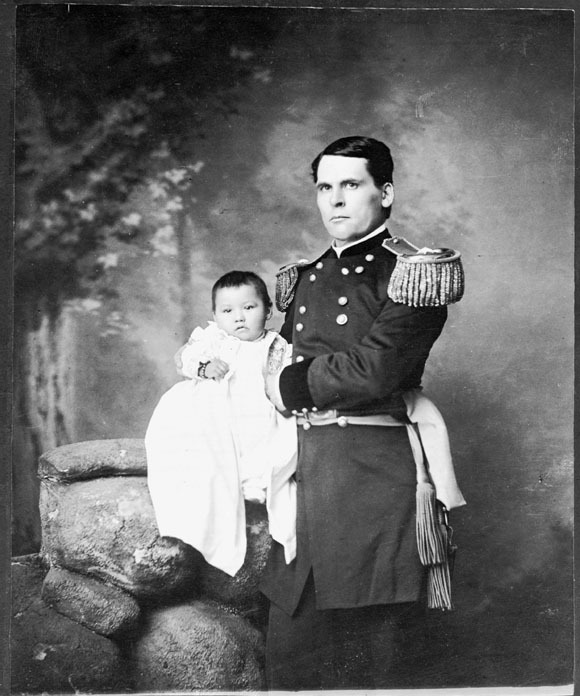
El general L. W. Colby con Zintkala Nuni, bebé superviviente de la masacre.
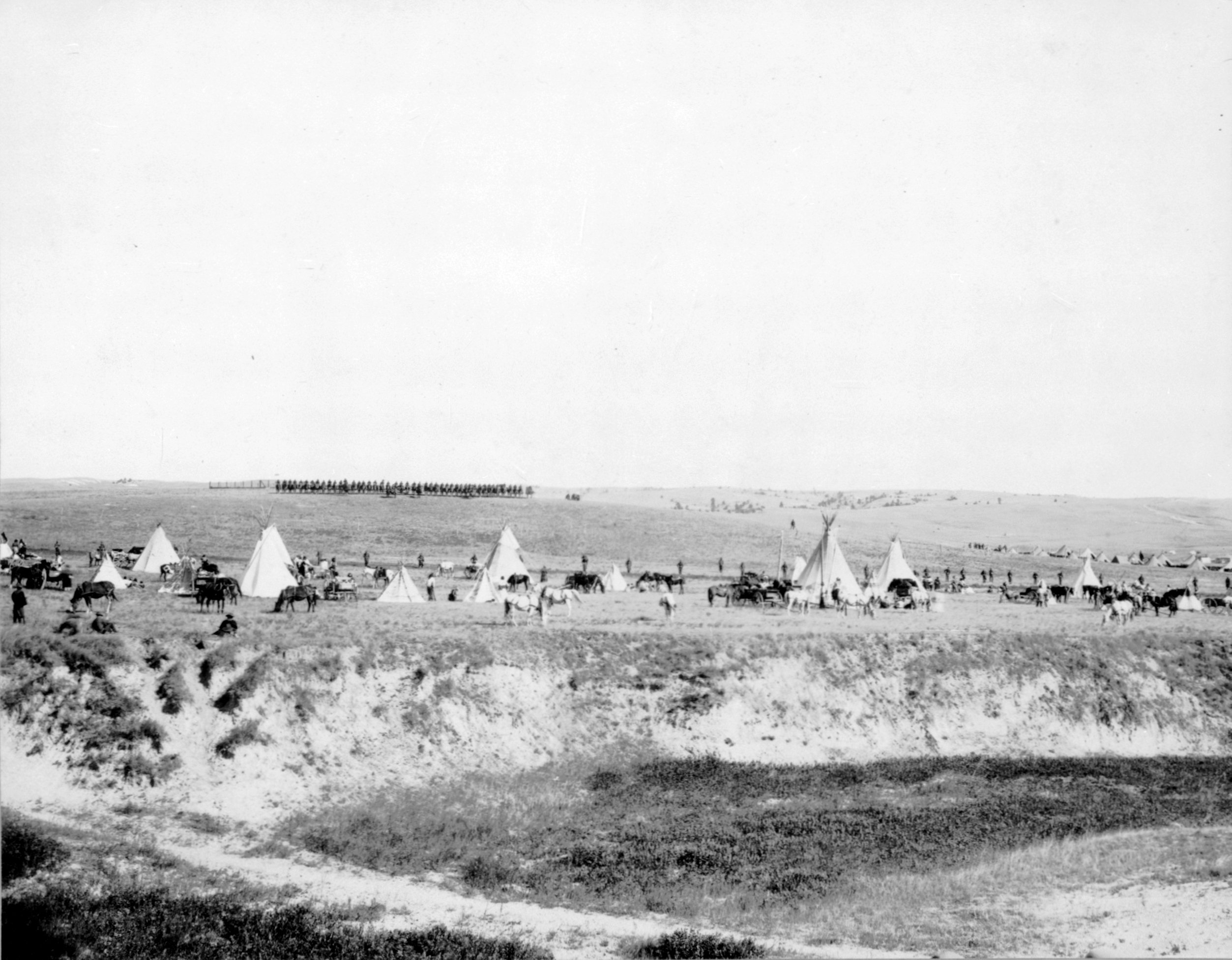
Recreación de la masacre en 1913: tropas estadounidenses rodean un campamento lakota.
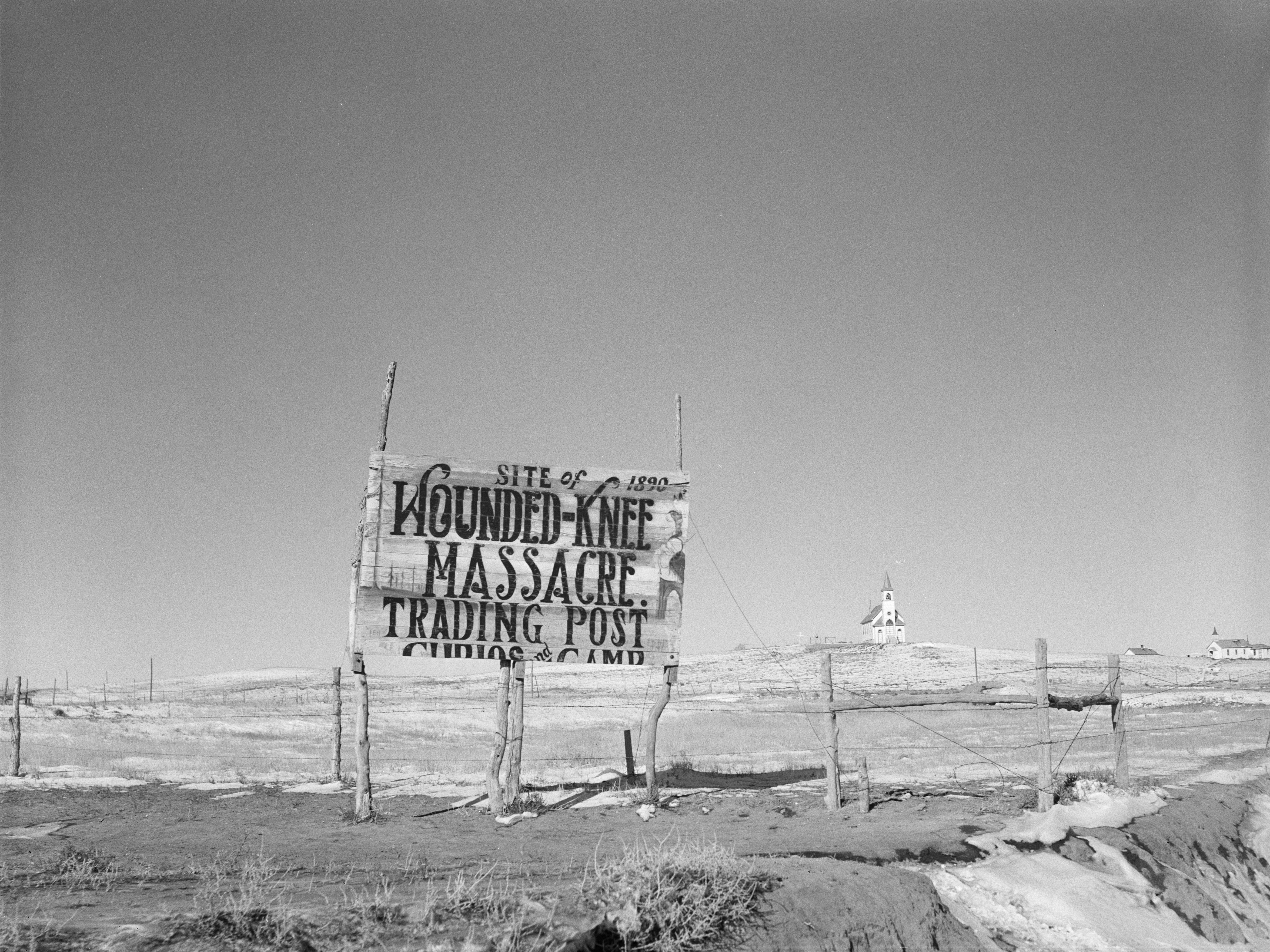
Wounded Knee en 1940.
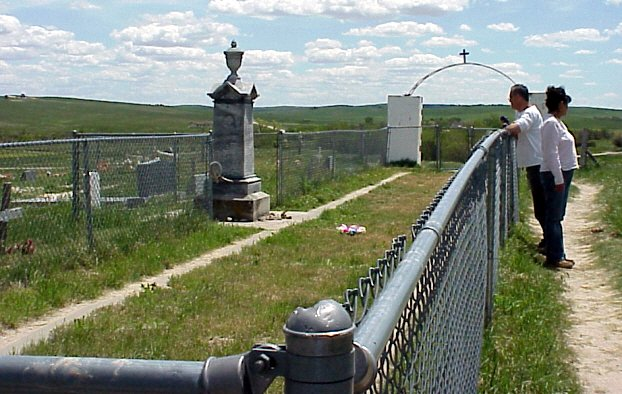
Cementerio en Wounded Knee en la actualidad.